# دحاح ذي الحيمة (حبيش)

تعديل مصدري - تعديل

دحاح ذي الحيمة محلة تابعة لقرية ساحين، التابعة لعزلة صائر بمديرية حبيش إحدى مديريات محافظة إب في الجمهورية اليمنية، بلغ تعداد سكانها 170 حسب تعداد اليمن لعام 2004.